# Toxidium
Genre
Toxidium est un genre de coléoptères de la famille des Staphylinidae et de la sous-famille des Scaphidiinae.

## Liste des espèces
Le genre comprend les espèces suivantes :
- Toxidium aberrans Achard, 1923
- Toxidium acuminatum Pic, 1920
- Toxidium bifasciatum A.Matthews, 1888
- Toxidium cavicola Löbl & Faille, 2017
- Toxidium compressum C.Zimmermann, 1869
- Toxidium curtilineatum Champion, 1927
- Toxidium diffidens Löbl, 1984
- Toxidium donckieri Pic, 1928
- Toxidium gammaroides LeConte, 1860
- Toxidium incompletum Löbl, 1990
- Toxidium janaki Löbl & Leschen, 2010
- Toxidium lunatum Löbl, 2012
- Toxidium nigrum Pic, 1951
- Toxidium ornatipenne Achard, 1922
- Toxidium ovatum A.Matthews, 1888
- Toxidium parvum A.Matthews, 1888
- Toxidium pubistylis Löbl, 1990
- Toxidium punctatum A.Matthews, 1888
- Toxidium pygidiale Pic, 1923
- Toxidium robustum Pic, 1930
- Toxidium rougemonti Löbl & Leschen, 2010
- Toxidium rufonotatum Pic, 1915
- Toxidium sikorai Pic, 1915
- Toxidium spectabile Löbl, 1992
- Toxidium sternale Achard, 1922
- Toxidium storeyi Löbl & Leschen, 2010
- Toxidium styligerum Löbl, 1990
- Toxidium usambarense (Reitter, 1908)
- Toxidium vagans Löbl, 1984
- Toxidium variegatum Achard, 1922
- Toxidium villosum Löbl, 1999

## Taxinomie
Le genre est décrit en 1860 par l'entomologiste John Lawrence LeConte.